# Walter Moody
Pour les articles homonymes, voir Moody.
Walter Leroy Moody junior, né le 24 mars 1935 à Rex (en), en Géorgie et mort le 19 avril 2018, est un meurtrier américain condamné à mort et exécuté en Alabama pour le meurtre à la lettre piégée, en 1989, de Robert S. Vance (en); juge fédéral américain qui siégeait à la cour d'appel du 11e circuit.
Lors de son exécution par injection létale en avril 2018, Moody, 83 ans, est devenu le plus vieux condamné à mort de la période post-Furman à avoir été exécuté aux États-Unis,.

## Antécédents
Moody naquit à Rex (en), en Géorgie, le 24 mars 1935 et passa sa jeunesse à Fort Valley. Il était l'aîné de trois enfants et occupait une grande partie de son temps à « bricoler des machines ». Il termina ses études secondaires en 1953 et occupa une multitude de postes dans l'armée au cours des années précédant 1961.
Ayant quitté l'armée, il reprit ses études. En suivant des cours dans une petite université, il envisageait de devenir neurochirurgien, mais il n'obtint pas des notes suffisantes. Il put ensuite suivre des cours de droit. Une évaluation psychiatrique de 1967 le caractérisait comme habité de pensées violentes, et le médecin qui l'avait évalué, Thomas M. Hall, témoigna qu'il avait « constamment peur » que Moody se retrouvât dans une situation qui pourrait le pousser à « une sorte de destruction » pour se venger « de la société ».
Le 7 mai 1972, Hazel, épouse de Moody à cette époque, ouvrit un paquet qu'elle avait trouvé dans leur cuisine. C'était en fait une bombe tuyau qui explosa devant elle, lui arrachant la main, la cuisse et l'épaule et lui projetant des morceaux de métal dans les yeux. Elle dut subir six opérations pour traiter toutes ses blessures. Il fut jugé pour avoir fabriqué la bombe dans l'idée de l'envoyer à un concessionnaire automobile qui avait repris possession de sa voiture. Le 19 octobre 1972, il fut reconnu non coupable d'avoir fabriqué la bombe, mais reconnu coupable de sa possession et condamné à cinq ans de prison au pénitencier fédéral d'Atlanta.
Sa femme et lui divorcèrent peu après sa condamnation.